# Уве Альцен
Уве Альцен (нім. Uwe Alzen; нар. 18 серпня 1967, Кірхен, Німеччина) — відомий німецький автогонщик.

## Спортивні досягнення
Першу велику перемогу Уве Альцен здобув у 1991 році, коли він виграв тільки що заснований Кубок Порше Каррера, повторивши своє досягнення і в наступному році. На Порше він разом із Крістіаном Фіттіпальді та Жаном-П'єром Жарьє переміг у 24 годинах Спа. У 1994 році Уве виграє Суперкубок Порше, а 1995 року — молодший чемпіонат DTM, для приватних команд Класа 2.
1996 року він увесь сезон виступав на Opel Calibra. Після припинення діяльності DTM він продовжує виступати за Опель у змаганнях STW, які виграв 1999 року. Однак ця перемога була здобута при надто суперечливих обставинах, оскільки його напарник Роланд Аш вибив з перегонів його головного суперника Крістіана Абта. Було надано відео, після чого ця перемога була віддана Абту. У 2000 році Альцен переміг у 24 годинах Нюрбургрингу.
Після відродження DTM Альцен переходить туди разом з Опелем, однак після першого ж сезону, коли він встиг посваритися зі своїм напарником Мануелем Рейтером, він перейшов у Мерседес, однак 2003 року покинув і його за схожих обставин. Усього у DTM Уве Альцен провів 124 перегонів, 17 разів займав призові місця, а у 6 випадках — перемагав.